# LOVE is. e.p
「LOVE is. e.p」（ラブ・イズ・イーピー）は、MiChiの7枚目のシングル。

## 解説
- 表題曲の「Love is.」は、いしわたり淳治との共作詞。島田大介が手がけた同曲のPVは、一発撮りで約90分かけて撮影が行われた映像を18.24倍速で逆再生し、元の時間尺に戻す手法が用いられている。2010年11月18日にPVの制作過程がUstreamで生配信され、完成したばかりのPVが初披露された。
- 「PRETTY FLY（FOR A WHITE GUY）」はオフスプリングの同名曲をカバー。カバー曲が収録されるのは、3枚目のシングル「KiSS KiSS xxx」以来となる。

## 収録曲
（全作詞：MiChi／作曲：Tomokazu Matsuzawa／編曲：T.O.M MadNesS（特記以外））
1. Love is.
  - 作詞：MiChi、いしわたり淳治
2. YEAH YEAH YEAH!!!
3. JUMP ON IT
4. PRETTY FLY（FOR A WHITE GUY）
  - 作詞・作曲：Bryan Keith Holland

## タイアップ
| 曲名              | タイアップ                                                                           |
| LOVE is.          | Esola池袋「1st Anniversary Thanks Giving & Merry Christmasキャンペーン」テーマソング |
| LOVE is.          | チャオ御岳スノーリゾートCMソング                                                     |
| YEAH YEAH YEAH!!! | MTV×Jetstar「Discover My Day in Australia」キャンペーンソング                        |
| JUMP ON IT        | MTV×GR「音写人 -otographer-」キャンペーンソング                                      |